# Alfonso Monfardini
Alfonso Monfardini (Mantova, 11 giugno 1887 – Mantova, 6 gennaio 1965) è stato uno scultore e pittore italiano.

## Biografia
Frequentò la scuola d'Arte di Mantova e nel 1908 ottenne la borsa di studio dell'Istituto Giuseppe Franchetti che gli permise di specializzarsi in scultura presso l'Accademia di Belle Arti Cignaroli di Verona, dove si diplomò nel 1911, per proseguire la sua formazione a Venezia.
Come scultore, Monfardini realizzò diverse opere, fra le quali il Monumento ai Caduti di Sustinente, inaugurato il 25 maggio 1925 dal re Vittorio Emanuele III, e quello ai Caduti di Castelbelforte. Fra le tante sculture dall'artista vale la pena di citare quella del Barone Franchetti in gesso patinato e il mezzo busto raffigurante Lucio Campiani, quest'ultima tuttora esposta nel Duomo di Mantova.
Di singolare bellezza la Testa di bambino in terracotta e la statuetta del Pescatore realizzata in bronzo, sculture facenti parte della Mostra postuma permanente allestita nella Galleria Museo di Palazzo Valenti Gonzaga in Mantova. Monfardini scultore si esaltò nella rappresentazione dell'appassionata Via Crucis della Chiesa Parrocchiale di San Michele in Bosco. Successivamente abbandonò la scultura per dedicarsi alla pittura.
Il suo studio in via Chiassi e poi in Via Fratelli Bandiera a Mantova, diventò un punto di incontro per molti artisti coevi e per alcuni giovani dei quali fu maestro e amico, Luigi Somensari, Guido Resmi, Francesco Vaini.
Molteplici le sue partecipazioni alle esposizioni collettive tra cui la Mostra Artistica Mantovana del 1915.
L'esperienza simbolista astratta (1915) di quadri come Vortice e Musica – apprezzati da Boccioni – fu particolarmente significativa per l'ambiente culturale mantovano, tendenzialmente chiuso e isolato dai fermenti europei.
Nel 1917 partecipò alla 66° Exposition organizzata dalla Société des Artistes Indépendants presso il Grand Palais des Champs-Elysées di Parigi.  Nel 1920 espose in Palazzo Valenti Gonzaga, la più ricca espressione del barocco in Mantova, oggi sede del Centro Arte & Cultura a lui dedicato. Importante la Mostra nazionale d'arte futurista in Palazzo Ducale nel 1933. Nel 1935 partecipò alla Mostra d'Arte Moderna, l'anno seguente alla V Mostra Sindacale Provinciale e nel 1939 alla Mostra dei pittori scultori e incisori mantovani '800 e '900 entrambe tenutesi presso Palazzo Te di Mantova.
Fu presente all'VIII e IX Mostra Sindacale degli Artisti Mantovani e nel 1945 espose alla Mostra della libertà di Palazzo Ducale. Nel 1950 la sua opera intitolata Natura morta, selezionata da una giuria composta da artisti di illustre e chiara fama, quali Felice Casorati, Giacomo Manzù, Giorgio Morandi, Carlo Carrà e Felice Carena ebbe l'onore di essere esposta alla XXV edizione della Biennale di Venezia. Nel 1961 fu tra gli artisti della Rassegna delle arti figurative mantovane dall'800 ad oggi presso la Casa del Mantegna.
Morì nel 1965 a Mantova, nel dì dell'Epifania, incurante del successo e della posterità.